# Kommunalförbundet för Stockholms stads och läns regionala frågor
Kommunalförbundet för Stockholms stads och läns regionala frågor, KSL, bildades av dåvarande Stockholms läns landsting och Stockholms stad. Stockholm ingick vid den här tidpunkten inte i landstinget.
Kommunalförbundet trädde i verksamhet den 1 januari 1966 och från och med den 1 januari 1967 övertog det AB Stockholms Spårvägar, som därmed ändrade namn till AB Storstockholms Lokaltrafik. Från den 1 januari 1971 ingår Stockholms kommun i Stockholms läns landsting. Landstinget övertog då kommunalförbundets uppgifter, varvid KSL upphörde.